# Bombardeo de Al-Mawasi del 4 de diciembre de 2024
El bombardeo de Al-Mawasi fueron dos ataques aéreos consecutivos llevados a cabo por las Fuerzas de Defensa de Israel (FDI) el 4 de diciembre de 2024, contra la localidad gazatí de Al-Mawasi, una zona humanitaria y de evacuación designada por las propias fuerzas israelíes en la Gobernación de Jan Yunis, al sur de Gaza, la localidad ya había sido atacada varias veces por las fuerzas israelíes durante el último año, ataques que mataron a cientos de civiles.
Las explosiones y el incendio resultante que envolvió muchos refugios de utilizados por los desplazados palestinos causaron múltiples víctimas civiles y grandes daños a los alojamientos de los refugiados.

## Ataque
El 4 de diciembre de 2024, la Fuerza Aérea israelí ejecutó dos ataques consecutivos contra la «zona humanitaria» de Al-Mawasi, que comenzaron antes de las 18:35 hora local. Los ataques incendiaron numerosas tiendas de campaña improvisadas que albergaban a civiles desplazados, lo que provocó una respuesta inmediata de los equipos de Defensa Civil Palestina, que intentaron controlar los incendios mientras realizaban operaciones de rescate, que se desplazaron al lugar desde Rafah, en el extremo sur de la Franja. Muchos civiles desplazados todavía estaban en sus tiendas cuando el incendio empezó a propagarse. Vídeos grabados en la zona y difundidos en las redes sociales muestran a los trabajadores de la Defensa Civil buscando cadáveres o supervivientes y recogiendo los restos carbonizados de algunas de las víctimas mortales del ataque.

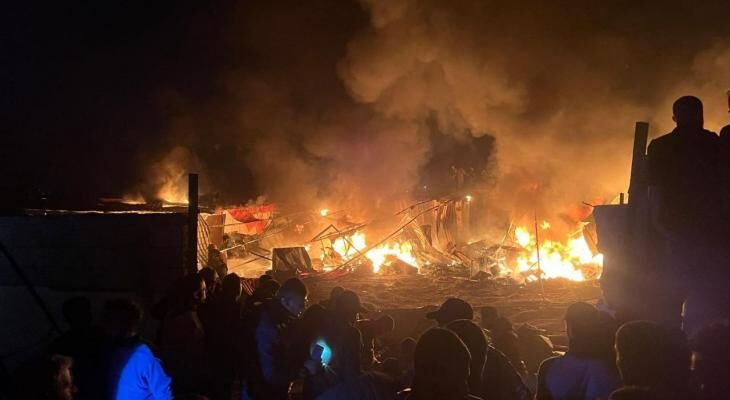
Incendio en las tiendas de campaña de los desplazados palestinos después del ataque israelí

El número de muertos aumentó progresivamente a lo largo de la tarde. Los primeros informes indicaron veinte víctimas mortales, y los portavoces de Defensa Civil confirmaron que entre las víctimas había niños. Los ataques también se saldaron con decenas de heridos, los equipos médicos se vieron desbordados para tratar a los supervivientes gravemente heridos debido a los recursos médicos limitados y al personal insuficiente. Como resultado, muchos personas que habían sobrevivido al ataque murieron debido a quemaduras graves o heridas graves causadas por las explosiones.
Los ataques quemaron al menos 40 tiendas de campaña que utilizaban los refugiados para resguardarse, incluida una en la que se refugiaba un miembro del personal de Ayuda Médica para los Palestinos (MAP) tras ser expulsado de su casa y causaron graves daños a una amplia variedad de refugios y alojamientos para refugiados, y muchos quedaron completamente destruidos.
El Ejército de Israel reconoció la autoría del ataque y los justificó diciendo que tuvo como objetivo a «altos miembros de Hamás» y que las explosiones secundarias identificadas sugerían «la presencia de armamento en la zona». Hamás negó la presencia de sus combatientes en la zona.

## Reacciones
Fikr Shalltoot, director de MAP en Gaza, dijo: «Este ataque contra civiles en una denominada "zona segura" ha demostrado una vez más que no hay ningún lugar seguro en Gaza frente a los ataques militares israelíes. La gente de allí ha quedado en un estado constante de miedo y angustia psicológica, atormentada por el hecho de que no hay ningún lugar donde refugiarse. Nos sentimos aliviados de que nuestros colegas estén a salvo, pero estamos consternados por la continua violencia cometida contra los civiles, la mayoría de los cuales viven en las peores condiciones posibles. Necesitamos un alto el fuego ahora y la protección urgente de los civiles».

## Véanse también
- Ataques israelíes contra el sector sanitario en la Guerra Israel-Gaza
- Ataques israelíes contra periodistas en la guerra de Gaza
- Crímenes de guerra en la guerra de Gaza
- Genocidio en Gaza
- Víctimas de la guerra de Gaza
- Ataque a Al-Mawasi de junio de 2024
- Ataque a Al-Mawasi de julio de 2024